# Gianluigi Buffon
Gianluigi „Gigi“ Buffon [dʒanluˈiːdʒi ˈdʒidʒi bufˈfon] (* 28. Januar 1978 in Carrara) ist ein ehemaliger italienischer Fußballtorwart. Seine Karriere als Profi umfasste 28 Jahre, er ist Rekordspieler der Serie A sowie der italienischen Nationalmannschaft. Er begann 1995 seine Karriere bei Parma Calcio, das von 2021 bis zu seinem Rücktritt 2023 auch seine letzte Station war.
Von 2001 bis 2018 und 2019 bis 2021 spielte Buffon für Juventus Turin und gewann unter anderem zehn italienische Meisterschaften, womit er der bisher erfolgreichste Spieler der Serie A ist.
Mit der italienischen Nationalmannschaft, deren Kapitän er viele Jahre war, wurde er 2006 in Deutschland Weltmeister.
Buffon gilt als einer der besten Torhüter der Fußballgeschichte. Er wurde 2003, 2004, 2006, 2007 und 2017 zum IFFHS-Welttorhüter des Jahres gewählt, 2017 wurde er zudem der erste FIFA-Welttorhüter des Jahres.

## Karriere

### Vereine

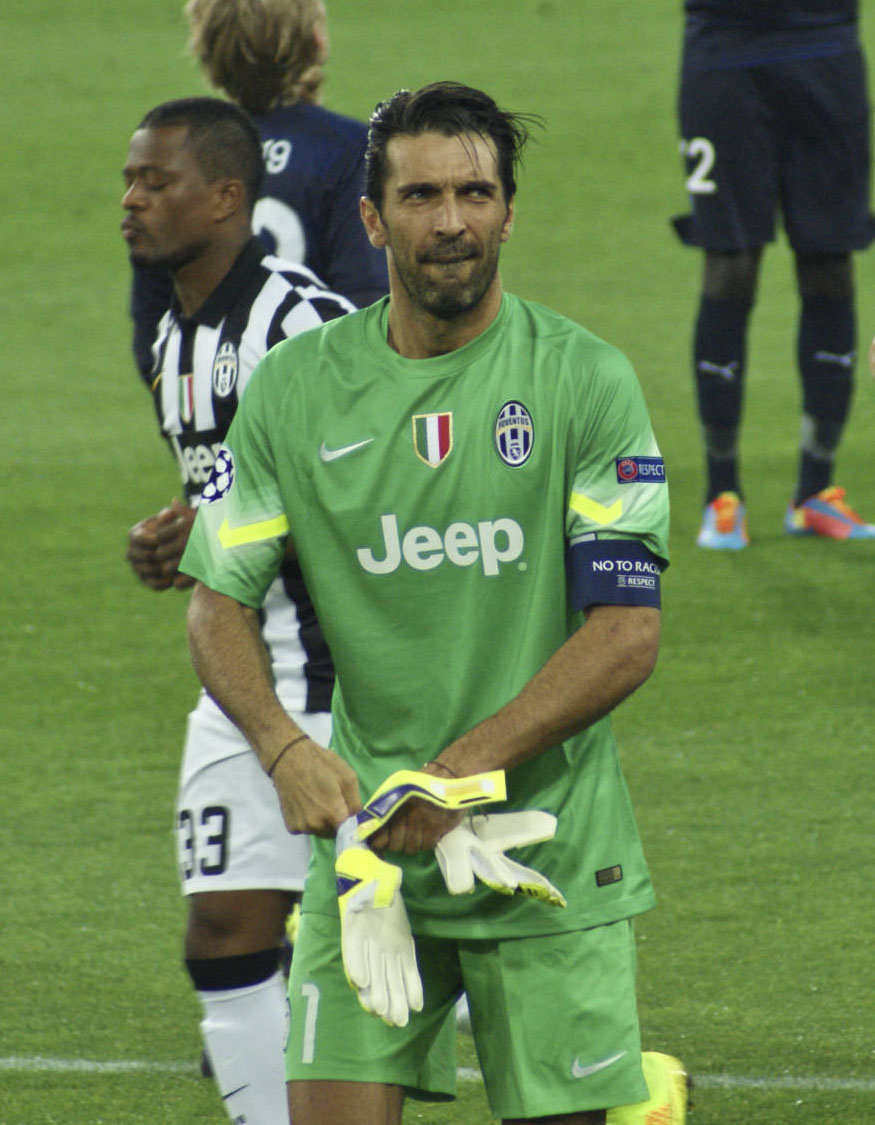
Gianluigi Buffon im Trikot von Juventus Turin (2014)

#### AC Parma
Buffon gab sein Serie-A-Debüt im November 1995 im Alter von 17 Jahren für den AC Parma gegen den AC Mailand unter Nevio Scala, wo er mit seiner Mannschaft ein 0:0 erreichte. In der Folgezeit verdrängte er den bis dahin im Tor spielenden Luca Bucci und wurde Stammtorhüter. In der Saison 1998/99 gewann Buffon mit Parma unter Alberto Malesani den UEFA-Pokal sowie die Coppa Italia.

#### Juventus Turin
Die Saison 2000/01 verbrachte Buffon weiterhin in Parma und schlug Offerten europäischer Großklubs aus. Erst im Sommer 2001 wechselte er für 54,1 Millionen Euro zu Juventus Turin. Dies stellte damals eine Rekordsumme für einen Torhütertransfer dar, die erst 2018 überboten wurde. Bei Juventus sollte Buffon die Nachfolge des nicht überzeugenden Edwin van der Sar antreten. Mit ihm wechselte auch Lilian Thuram nach Turin, der bis dahin zusammen mit Fabio Cannavaro das Herzstück der stabilen Abwehr vor Buffon war.
Mit Juventus gewann der Torhüter unter Marcello Lippi auf Anhieb die Meisterschaft und verteidigte diesen Titel in der Folgesaison 2002/03. Außerdem erreichte er mit Juventus Turin 2003 das Champions-League-Finale, das man allerdings mit 2:3 nach Elfmeterschießen gegen den AC Mailand verlor. Auch in der Saison 2004/05 errang Buffon mit Juventus den Scudetto, später wurde dieser jedoch wegen des Manipulationsskandals aberkannt.

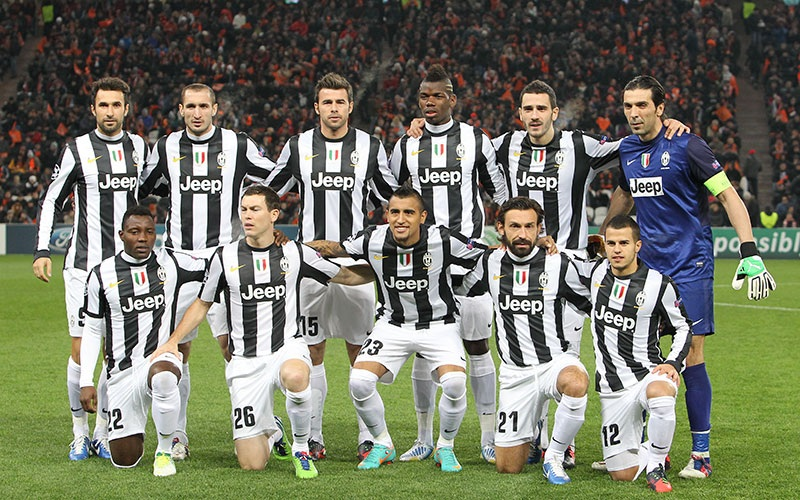
Buffon (rechts hinten) als Mannschaftskapitän von Juventus Turin vor einem Champions-League-Spiel (2012)

Am 14. August 2005 erlitt Buffon im Vorbereitungsspiel um die Trofeo Luigi Berlusconi beim AC Mailand bei einem Zusammenprall mit Kaká eine schwere Schulterverletzung und fiel mehrere Monate aus. In dieser Zeit vertrat ihn der leihweise von AC Mailand gekommene Christian Abbiati im Tor von Juventus. Ende November war er genesen. Im Rückspiel des Champions-League-Viertelfinales gegen den FC Arsenal bestritt Buffon sein 50. Europapokalspiel für Juventus. Im Mai 2006 geriet er unter Verdacht, illegal auf Partien der Serie A gewettet zu haben. Später wurde Buffon jedoch von der Staatsanwaltschaft für unschuldig befunden und rehabilitiert.

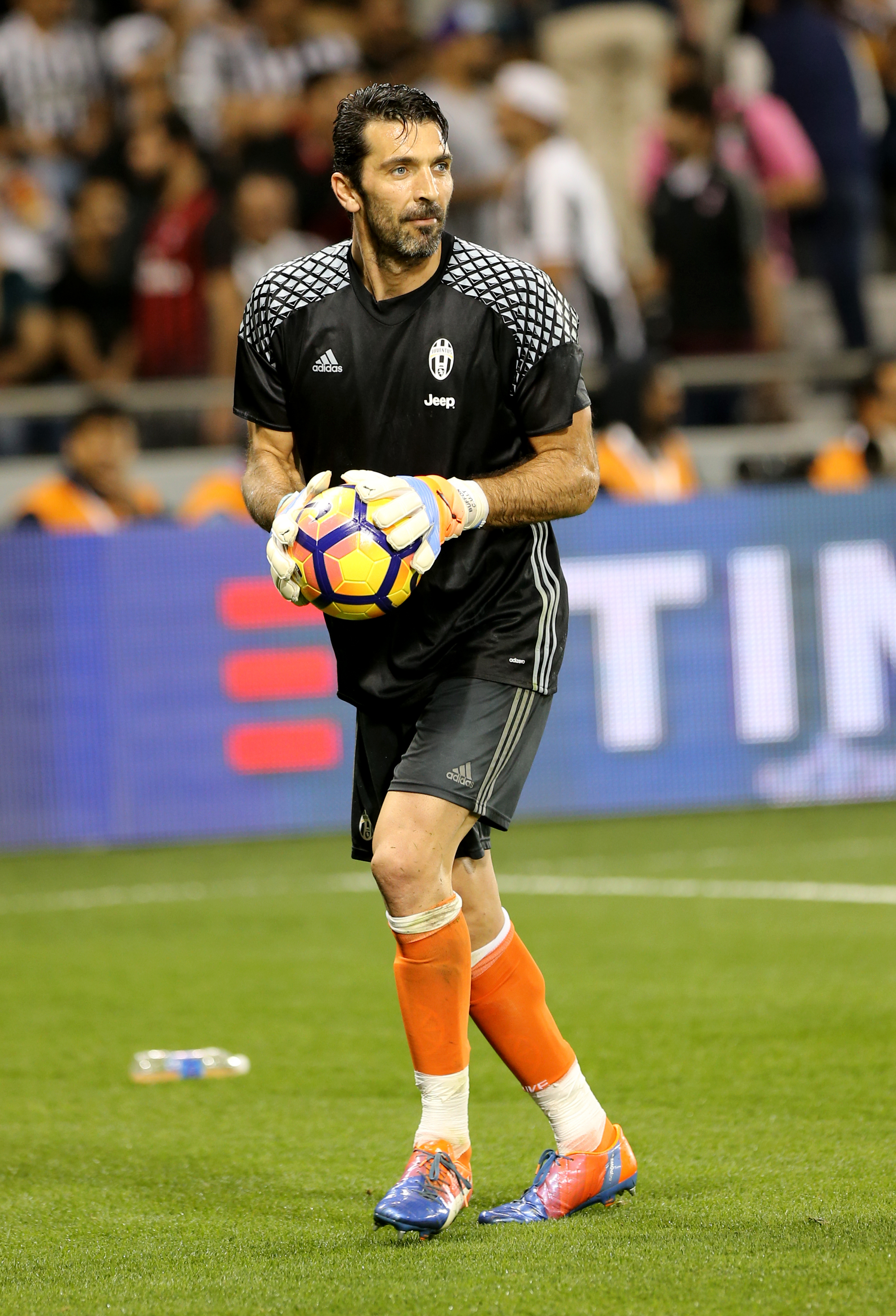
Buffon während eines Spiels von Juventus Turin (2016)

Trotz des Zwangsabstieges von Juventus Turin zur Saison 2006/07 in die Serie B wegen der Verwicklung in den Manipulationsskandal verließ Buffon, anders als viele Mitspieler, Juventus Turin nicht. Er schaffte mit der von Didier Deschamps trainierten Mannschaft den sofortigen Wiederaufstieg. Am 7. Juni 2007 verlängerte er seinen Vertrag bei Juventus bis zum Jahr 2012 und beendete damit alle Wechselgerüchte um seine Person. Knapp ein Jahr später wurde sein Vertrag nochmals um ein Jahr verlängert. 2007/08 und 2008/09 erreichte Buffon mit Juventus unter Claudio Ranieri in der Serie A die Ränge drei bzw. zwei. Danach folgten zwei weniger erfolgreiche Spielzeiten, die jeweils mit Rang sieben abgeschlossen wurden.
Im Sommer 2011 wurde Ex-Juventus-Kapitän Antonio Conte, der mit Buffon bis 2004 zusammen gespielt hatte, Trainer der Turiner. Unter Conte gewann Buffon drei italienische Meisterschaften in Folge und kassierte dabei als Stammtorhüter die wenigsten Gegentore aller Serie-A-Vereine. Im September 2012 wurde sein Kontrakt bis Ende 2016 verlängert.
Nach drei Meistertiteln in drei Jahren, aber mehreren weniger erfolgreichen Auftritten auf europäischer Ebene legte Conte am Ende der Saison 2013/14 sein Amt als Trainer bei Juventus Turin nieder. Sein Nachfolger wurde Massimiliano Allegri, der den Verein auf Anhieb zum Double aus Meisterschaft und Coppa Italia sowie ins Finale der Champions League führte. Am 6. Juni 2015 bestritt der mittlerweile 37-jährige Buffon im Berliner Olympiastadion gegen den FC Barcelona sein zweites Champions-League-Finale. Juventus verlor mit 1:3.
Im Mai 2016 verlängerte Buffon seine Vertragslaufzeit bei Juventus Turin bis Juni 2018. Am 6. November 2016 erreichte er mit dem Spiel gegen Chievo Verona als vierter Spieler die Anzahl von 600 bestrittenen Serie-A-Spielen. In der Saison 2016/2017 der Serie A wurde Juventus Turin Meister, im Finale der Champions League verloren die Italiener gegen Real Madrid.
Am 17. Mai 2018 kündigte Buffon an, Juventus Turin mit dem Ende der Saison 2017/18 nach 17 Jahren zu verlassen. Für Juventus kam er auf insgesamt 509 Ligaeinsätze.

#### Paris Saint-Germain
Zur Saison 2018/19 wechselte Buffon in die französische Ligue 1 zu Paris Saint-Germain. Er unterschrieb beim amtierenden Meister, Pokal- und Ligapokalsieger einen Einjahresvertrag mit einer Option auf eine weitere Spielzeit. Unter Thomas Tuchel wechselte sich Buffon mit Alphonse Aréola im Tor ab. Neben 17 Ligaspielen kam Buffon fünfmal in der Champions League zum Einsatz, darunter in beiden Achtelfinalspielen, in denen PSG gegen Manchester United ausschied. Mit PSG gewann er den Supercup und die Meisterschaft.

#### Rückkehr zu Juventus
Zur Saison 2019/20 kehrte Buffon zu Juventus Turin zurück. Er unterschrieb einen bis zum Saisonende laufenden Vertrag und wurde hinter Wojciech Szczęsny als Ersatztorwart eingeplant, nach Vertragsende im Juni 2020 sollte er eine andere Aufgabe im Verein übernehmen. Ende September überholte Buffon Paolo Maldini als italienischen Spieler mit den meisten Profieinsätzen auf Klubebene, als er beim Sieg über SPAL Ferrara seinen zweiten Einsatz für Juventus nach seiner Rückkehr absolvierte. Am 15. Dezember 2019 kam Buffon in seinem vereinsübergreifend 700. Ligaspiel zum Einsatz, als er beim 3:1-Sieg gegen Udinese Calcio zwischen den Pfosten stand. Am 29. Juni 2020 verlängerte er seinen Vertrag um ein weiteres Jahr bis Ende Juni 2021. Am 4. Juli 2020 löste Buffon im Rahmen eines 4:1-Heimsieges gegen den FC Turin mit seinem 648. Einsatz Paolo Maldini als Rekordspieler der Serie A ab. Am 2. Februar 2021 bestritt er im Halbfinale der Coppa Italia, beim 2:1-Erfolg über Inter Mailand sein 1100. Pflichtspiel.

#### Rückkehr nach Parma
Zur Saison 2021/22 kehrte Buffon nach Parma zum mittlerweile in Parma Calcio 1913 umbenannten Verein zurück und unterschrieb einen Vertrag bis zum 30. Juni 2023, der am 28. Februar 2022 um ein Jahr bis 2024 verlängert wurde. Mit Parma spielte er in der zweitklassigen Serie B.
Im August 2023 erklärte Gianluigi Buffon seine aktive Karriere nach 28 Jahren im Profi-Fußball für beendet.

### Nationalmannschaft

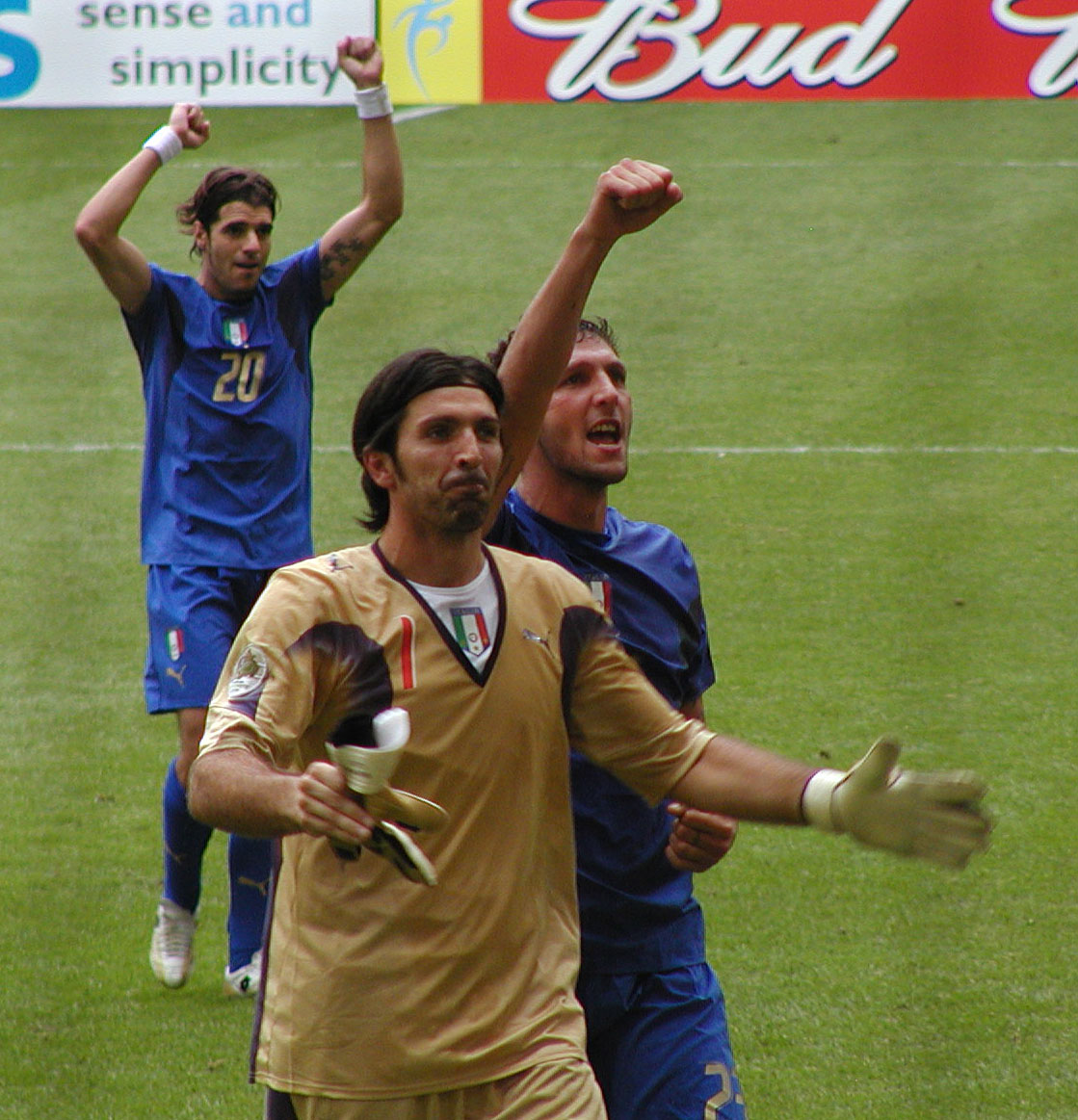
Buffon mit Simone Perrotta (links) und Marco Materazzi (rechts) während der WM 2006

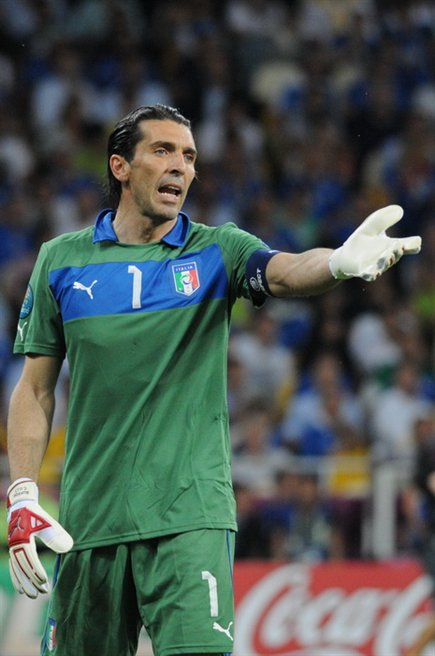
Buffon bei der Fußball-Europameisterschaft 2012

Schnell wurde Buffon auch der Rückhalt in der U-21-Fußballnationalmannschaft und nahm mit dieser bei der U-21-EM 1996 in Spanien teil. Im Alter von 19 Jahren debütierte er am 29. Oktober 1997 im Play-off-Spiel um die Qualifikation zur Fußball-Weltmeisterschaft 1998 gegen Russland unter Cesare Maldini bei der A-Nationalmannschaft, als er für den verletzten Gianluca Pagliuca einsprang. Bei der WM 1998 in Frankreich gehörte er zum Kader der Italiener, kam jedoch nicht zum Einsatz.
Zur EM 2000 stieg Buffon zum Stammtorhüter der Nationalmannschaft auf, konnte aber an der Endrunde aufgrund eines gebrochenen Daumens nicht teilnehmen. Sein Ersatzmann Francesco Toldo zeigte dort gute Leistungen und machte ihm die Position im Tor streitig. Buffon setzte sich in der Folge dennoch durch und war bis 2018 die Nummer eins im italienischen Tor.
Die Weltmeisterschaft 2006 in Deutschland bestritt Buffon als Stammtorhüter der von Marcello Lippi betreuten Squadra Azzurra. Er zeigte tadellose Leistungen und wurde im gesamten Turnierverlauf von keinem gegnerischen Spieler aus dem Spiel heraus bezwungen. Die einzigen Gegentore, die er in den sieben Partien kassierte, waren ein Eigentor von Cristian Zaccardo und ein Elfmeter von Frankreichs Zinédine Zidane im WM-Finale am 9. Juli 2006. Jenes Finale gewann er gegen Frankreich nach Elfmeterschießen und wurde Weltmeister. Außerdem erhielt er die Lew-Jaschin-Trophäe als Auszeichnung für den besten Torhüter des Turniers.
Auch bei der Europameisterschaft 2008 stand Buffon bei allen Spielen im italienischen Tor. Im Vorrundenspiel gegen Rumänien parierte er einen Elfmeter und verhinderte so das vorzeitige Ausscheiden seiner Mannschaft. Auch im Elfmeterschießen des Viertelfinales gegen Spanien hielt Buffon einen Elfmeter. Italien verlor das Spiel jedoch und schied aus.
Am 14. November 2009 absolvierte Gianluigi Buffon beim 0:0 im Freundschaftsspiel gegen die Niederlande im Stadio Adriatico zu Pescara sein 100. Länderspiel für Italien. Er wurde auch in den italienischen Kader für die Weltmeisterschaft 2010 berufen. Beim ersten Vorrundenspiel am 14. Juni gegen Paraguay erlitt er einen Bandscheibenvorfall, musste vorzeitig ausgewechselt werden und wurde in der zweiten Halbzeit von Federico Marchetti vertreten. Auch in den nächsten Spielen konnte er nicht eingesetzt werden. Italien schied in der Vorrunde aus.
Am 15. November 2011 stellte Buffon beim 0:1 gegen Uruguay den Rekord von Dino Zoff von 112 Länderspielen als Torwart ein. Auch bei der EM 2012 in Polen und der Ukraine stand Buffon im Kader. Dort qualifizierte sich die italienische Mannschaft unter Cesare Prandelli nach Siegen gegen England, als er einen Schuss im Elfmeterschießen parierte, und Deutschland für das Finale gegen Spanien, das mit 0:4 verloren wurde.
Beim FIFA-Konföderationen-Pokal 2013 erreichte Buffon mit Italien das Spiel um Platz drei gegen Uruguay, das 2:2 nach Verlängerung endete und im Elfmeterschießen entschieden wurde. Dort hielt er drei Elfmeter, wodurch Italien Dritter wurde. Am 10. September 2013 stellte Buffon beim 2:1-Sieg gegen Tschechien mit seinem 136. Länderspiel den Rekord von Fabio Cannavaro ein und qualifizierte sich gleichzeitig mit seiner Mannschaft vorzeitig für die WM 2014 in Brasilien. Mit einem weiteren Einsatz im Länderspiel gegen Dänemark am 11. Oktober 2013 wurde er alleiniger italienischer Rekordnationalspieler.
Bei der Weltmeisterschaft 2014 in Brasilien war Buffon Italiens Nummer eins. Beim ersten Gruppenspiel gegen England wurde er aufgrund einer Verletzung von Salvatore Sirigu vertreten, in den beiden anderen Gruppenspielen stand er als Kapitän im Tor. Nach der Partie gegen Uruguay (0:1) wurde er zum Man of the Match gewählt, obwohl die italienische Nationalmannschaft aufgrund dieser Niederlage in der Vorrunde ausschied.
Bei der EM 2016 in Frankreich wurde er erneut als Stammtorwart in das italienische Aufgebot aufgenommen und stand in vier der fünf Turnierspiele im Tor. Nur beim bedeutungslosen dritten Gruppenspiel gegen Irland kam Sirigu zum Einsatz. Das Viertelfinale gegen Deutschland verlor Italien im Elfmeterschießen, bei dem Buffon den Elfmeter von Thomas Müller parierte.
Am 24. März 2017 bestritt Buffon in der WM-Qualifikation gegen Albanien sein 168. Länderspiel und übernahm damit den Rekord für die meisten absolvierten Länderspiele eines Europäers. Darüber hinaus war dies das 1000. Spiel in seiner Profifußball-Karriere. Nachdem Italien die Qualifikation zur WM 2018 am 13. November 2017 gegen Schweden verpasst hatte, erklärte Buffon am selben Abend seinen Rücktritt aus der italienischen Nationalmannschaft. Er erklärte sich jedoch Anfang März 2018 bereit, noch weitere Spiele für die Nationalmannschaft zu bestreiten. Zu seinem 176. und letzten Länderspieleinsatz kam Buffon am 23. März 2018 bei einer 0:2-Niederlage in einem Freundschaftsspiel gegen Argentinien. Im Mai 2018 erklärte er seinen endgültigen Rücktritt. Der Rekordnationalspieler absolvierte 176 Spiele für die Squadra Azzurra, ganze 40 Einsätze mehr als der zweitplatzierte Fabio Cannavaro.

## Erfolge

### Nationalmannschaft
- Weltmeister: 2006
- Vizeeuropameister: 2012
- U-21-Europameister: 1996
- Dritter des Confed Cup: 2013

### AC Parma
- UEFA-Pokalsieger: 1998/99
- Italienischer Pokalsieger: 1998/99
- Italienischer Supercupsieger: 1999

### Juventus Turin
- Italienischer Meister (10): 2001/02, 2002/03, 2004/05*, 2005/06*, 2011/12, 2012/13, 2013/14, 2014/15, 2015/16, 2016/17, 2017/18, 2019/20
- Italienischer Pokalsieger (5): 2014/15, 2015/16, 2016/17, 2017/18, 2020/21
- Italienischer Supercupsieger (6): 2002, 2003, 2012, 2013, 2015, 2020
- UEFA-Champions-League-Finalist (3): 2002/03, 2014/15, 2016/17
- Italienischer Zweitliga-Meister: 2006/07

* aberkannt im Rahmen des italienischen Fußball-Skandals 2005/06

### Paris St. Germain
- Französischer Supercupsieger: 2018
- Französischer Meister: 2018/19

### Persönliche Auszeichnungen
- IFFHS-Welttorhüter des Jahres (5): 2003, 2004, 2006, 2007, 2017
- Welttorhüter des Jahres der FIFA: 2017
- 2. Platz bei der Wahl des Ballon d’Or Dream Teams (Tor)
- UEFA-Fußballer des Jahres: 2003
- UEFA Club Football Awards – Torhüter des Jahres: 2002/03, 2016/17
- UEFA Team of the Year (5): 2003, 2004, 2006, 2016, 2017
- ESM Team of the Year (2): 2002/2003, 2014/2015
- FIFPro World XI (3): 2006, 2007, 2017
- Serie-A-Torhüter des Jahres (12): 1999, 2001, 2002, 2003, 2005, 2006, 2008, 2012, 2014, 2015, 2016, 2017
- Team des Jahres der Serie A (5): 2012, 2014, 2015, 2016, 2017
- Bester Torhüter der Weltmeisterschaft (Lev-Yashin-Preis): Weltmeisterschaft 2006
- Trofeo Bravo: 1999
- Pallone Azzurro: 2013, 2016
- Premio Gianni Brera – Sportivo dell’anno (Gianni-Brera-Preis): 2015
- Golden Foot: 2016
- Italiens Fußballer des Jahres: 2017
- Italiens Sportler des Jahres: 2017
- Aufnahme ins All-Star-Team der Fußball-Weltmeisterschaft 2006
- Aufnahme ins UEFA-All-Star-Team der Fußball-Europameisterschaft 2008
- Aufnahme ins UEFA-All-Star-Team der Fußball-Europameisterschaft 2012
- Aufnahme in die FIFA 100
- Offizier des Verdienstordens der Italienischen Republik: 2006
- Player of the Match
  - in der Partie Italien – Australien bei der WM 2006
  - in der Partie Italien – Uruguay bei der WM 2014

### Rekorde
- Rekordsieger der italienischen Fußballmeisterschaft (10 Siege)
- Längste Serie ohne Gegentor in der Geschichte der Serie A (974 Minuten bzw. 10 Spiele)[31]
- Rekordsieger des Italienischen Supercups (7 Siege)
- Rekordspieler des Italienischen Supercups (9 Spiele, zusammen mit Dejan Stanković)
- Italienischer Spieler mit den meisten Profieinsätzen für Mannschaften auf Klubebene (930 Spiele)
- Rekordspieler von Juventus Turin in der Serie A sowie in allen Wettbewerben zusammengefasst (nach Minuten)
- Rekordspieler der Serie A (657 Einsätze)
- Rekordnationalspieler der italienischen Nationalmannschaft (176 Spiele) – Bis er von Sergio Ramos am 14. November 2020 überboten wurde, auch Europa-Rekord[32]
- Rekordspielführer der italienischen Nationalmannschaft (80 Spiele)
- Meiste WM-Teilnahmen (5 Teilnahmen, zusammen mit Antonio Carbajal, Rafael Márquez, Lothar Matthäus)
- Von 2001 bis 2018 war Buffon mit einer Ablösesumme von über 50 Millionen Euro der teuerste Torhüter der Welt.

## Nach der aktiven Karriere
Seit August 2023 hat er den Posten des Delegationsleiters der italienischen Nationalmannschaft inne.

## Trivia
Buffon kam in der Vergangenheit durch die Verwendung rechtsextremistischer Symbolik unter Beschuss. Während seiner Zeit bei der AC Parma zeigte er ein T-Shirt mit dem faschistischen Spruch „Boia chi molla“ („Gehängt sei, wer aufgibt“), wofür er vor der Disziplinarkommission des Sportverbands landete. Er sorgte nochmals für große Aufregung, als er unbedingt mit der Rückennummer 88 spielen wollte. Die Zahl 88 gilt als ein rechtsextremes Schlüsselsymbol. Buffon gab sich jedoch unwissend: „Die 88 habe ich genommen, weil sie vier Eier hat. Und beim Fußball braucht man Eier“, lautete sinngemäß seine Erklärung. „Wer ahnt denn, dass hinter dieser Zahl der Hitlergruß steht?! Das wissen doch wirklich nur Nazis!“, zeigte sich Buffon überrascht.
Buffon übernahm 2010 zusammen mit Cristiano Lucarelli und anderen Eignern den größten Fußballklub seiner Heimatstadt, Carrarese Calcio. Seit 7. Juli 2012 ist er alleiniger Eigner des Vereines.
2018 wurde der Torwart als Teil des World-of-Tanks-Partnerschaftprogramm zum Panzerkommandanten. Er stellte Wargaming.net sein Bild und seine Stimme für die italienische Besatzung zur Verfügung. Während des Events hatten 58.806 Spieler die Aufgabe abgeschlossen und im Anschluss Buffon als Besatzungsmitglied für einen ihrer Panzer zur Verfügung.
Bei einem Auswärtsspiel gegen Parma Calcio 1913 am 19. Dezember 2020, das Juventus 0:4 gewann, zeichnete ein Spielfeldrandmikrofon eine Äußerung Buffons zu seinem Mannschaftskollegen Manolo Portanova auf, die einen Fluch beim Namen Gottes enthielt („Dio cane“, auf Deutsch etwa „gottverdammt“). Nachdem sich die Aufzeichnung der zunächst nicht geahndeten Äußerung im Internet viral verbreitet hatte, wurde Buffon im Februar 2021 vom Sportgericht des italienischen Fußballverbandes FIGC zu einer Geldbuße von 5000 Euro verurteilt, da die italienischen Fußballregeln gotteslästerliche Äußerungen seit März 2010 mit Spielausschluss bestrafen (Regel 12, Punkt 43). Als Buffon Einspruch gegen die Geldstrafe einlegte, verschärfte das Berufungsgericht des Verbandes das Urteil in zweiter Instanz weiter und sperrte den Torwart für das Lokalderby gegen den FC Turin am 3. April 2021.
Im April 2021 wurde bekannt, dass er eine Akademie für Nachwuchs-Torhüter ins Leben rufen wird. Im Sommer 2021 werden verschiedene Camps in Italien starten. Unterstützt wird das Projekt von führenden Torwarttrainern Italiens.
Am 5. Mai 1999 gewann Buffon gemeinsam mit Enrico Chiesa seinen ersten Titel (Coppa Italia 1998/99) als Profi. Seinen letzten Titel (ebenfalls Coppa Italia 2020/21) gewann Buffon gemeinsam mit Chiesas Sohn Federico 22 Jahre später.

## Familie
Buffon entstammt einer Sportlerfamilie. Seine Mutter Maria Stella Masocco war italienische Meisterin in Diskuswurf und Kugelstoßen, sein Vater Adriano Gewichtheber, seine zwei Schwestern Guendalina und Veronica sind ehemalige Volleyballspielerinnen, und sein Onkel Dante war Basketballnationalspieler. Er ist mit dem ehemaligen Torhüter Lorenzo Buffon verwandt, der ein Cousin seines Großvaters ist.
Buffon war von 2011 bis 2014 mit dem tschechischen Model Alena Šeredová verheiratet. Der Beziehung entstammen zwei Söhne (* 2007 und * 2009). Am 6. Januar 2016 wurde sein dritter Sohn geboren. Die Mutter ist Ilaria D’Amico, die als Moderatorin für Sky Sport arbeitet. Im September 2024 heirateten Ilaria D’Amico und Buffon.
Der erstgeborene Sohn Louis ist ebenfalls Fußballspieler.